# Albert Offret
Pour les articles homonymes, voir Offret.
Albert Offret, né le 24 octobre 1857 et mort le 3 mars 1933 à Lyon, est un scientifique français, professeur de minéralogie à l’Université de Lyon, qui a contribué à la diffusion de l'espéranto.

## Biographie
Albert Offret nait à Douai le 24 octobre 1857, fils de Tugdual Offret, enseignant de physique au lycée de Douai, et de Marie Midy.
Il étudie à l'École normale supérieure. Il est agrégé de physique en 1881, et préparateur au Collège de France de 1885 à 1887. 
Il participe en 1885 à l'expédition scientifique organisée par l'Académie des sciences de Paris à la suite du séisme du 25 décembre 1884 en Andalousie : il étudie avec Charles Barrois les terrains cristallins de la Sierra Tejeda et ceux des contreforts de la Sierra Nevada, les zones les plus touchées ; les deux scientifiques publient en 1887 un Mémoire sur la constitution géologique du Sud de l’Andalousie, de la Sierra Tejeda à la Sierra Nevada qui sera republié dans l'ouvrage édité par l'Académie des sciences en 1889 : Mission d’Andalousie : études relatives au tremblement de terre du 25 décembre 1884 et à la constitution géologique du sol ébranlé par les secousses, Paris, 1889, p. 79–169, ainsi que plusieurs articles à ce sujet de 1885 à 1889 dans les Comptes rendus hebdomadaires des séances de l'Académie des sciences. 
Albert Offret obtient son doctorat en 1891. 
Il est élu membre de la Société linnéenne de Lyon en 1893. Il est le premier titulaire de la chaire de minéralogie théorique et appliquée créée le 1er janvier 1895 de la Faculté des Sciences de Lyon. Il s'intéresse aux roches destinées au pavage des rues de la ville de Lyon.
Albert Offret écrit en 1901 une série d'articles sur l'espéranto dans le quotidien lyonnais, Lyon républicain ; il co-fonde le groupe espérantiste de Lyon, dont il reste secrétaire jusqu'en 1914 ; il a été délégué de la France à plusieurs congrès espérantistes.
Il meurt le 3 mars 1933 à Lyon dans le 6e arrondissement.

## Hommage
Un minéral, de la famille des zéolithes, découvert par Ferdinand Gonnard au mont Simiouse près de Montbrison, a été nommé par ce dernier en l'honneur d'Albert Offret :  l'offrétite (de).

## Publications
- Sur le tremblement de terre du 23 février 1887, Paris, Gauthier-Villars (collection : Mélanges d'histoire naturelle), 1887, 12 p.
- De la variation, sous l'influence de la chaleur, des indices de réfraction de quelques espèces minérales dans l'étendue du spectre visible (thèse de doctorat, Faculté des sciences de Paris), Paris, Chaix, 1891, 295 p. Lire en ligne.
- avec Ferdinand Gonnard : « Note cristallographique sur l'axinite de l'Oisans », Bulletin de la Société française de Minéralogie, vol. 16,‎ 1893, p. 75-95 (lire en ligne).
- Albert Offret publie en 1896 dans le volume 19, numéro 8, du Bulletin de la Société française de Minéralogie six articles de cristallographie : 
  - « Étude cristallographique et optique de l'anilide β méthyladipique », p. 390-397 lire en ligne ;
  - « Propriétés cristallographiques et optiques de l'hexachlorophénol », p. 398-404 lire en ligne ;
  - « Propriétés cristallographiques du parabichlorure de benzène hexachloré », p. 404-406 lire en ligne ;
  - « Propriétés cristallographiques de l'acétate de pentachlorophénol », p. 406-408 lire en ligne ;
  - « Propriétés cristallographiques du benzoate de pentachlorophénol », p. 408-411 lire en ligne ;
  - « Propriétés cristallographiques et optiques de trois octochlorophénols isomères », p. 411-422 lire en ligne ;
- avec Henri Vittenet : « Sur les trois formes cristallines de la métadinitrodiphénylcarbamide », Bulletin de la Société française de Minéralogie, vol. 22,‎ 1899, p. 69-83 (lire en ligne).
- Les Progrès de l'espéranto dans le monde, Paris, 1904, 13 p.